# Fanny Westberg
Fanny Helena Maria Westberg, född 19 september 1874 i Nora stadsförsamling, död 1958 i München, var en svensk målare och grafiker. 
Hon var dotter till bergmästaren Carl Frans Westberg och Anna Hennicken Thomsen samt gift med konstnären Richard Pietzsch. Westberg studerade vid Konstakademien 1895–1901 där hon även deltog i Axel Tallbergs etsningskurs. Hon medverkade i Svenska konstnärernas förenings utställning i Stockholm 1905 och samlingsutställningar arrangerade av Hallands konstförening i Halmstad. Hon var representerad vid Konst- och industriutställningen i Norrköping 1906. Hennes konst består av landskapsmotiv utförda i olja.